# Liste des voies du bois de Vincennes
Les voies suivantes sont situées dans le bois de Vincennes :
- Autoroute A4
- Route Aimable
- Avenue Anna-Politkovskaïa
- Route de l'Artillerie
- Route de l'Asile-National
- Route du Bac
- Route des Barrières
- Route des Batteries
- Carrefour de Beauté
- Porte du Bel-Air
- Route de la Belle-Étoile
- Avenue de la Belle-Gabrielle
- Route des Bosquets
- Route des Bosquets-Mortemart
- Route de Bourbon
- Route de la Brasserie
- Route Brûlée
- Allée des Buttes
- Route du Camp-de-Saint-Maur
- Avenue des Canadiens
- Route de la Cascade
- Route du Champ-de-Manœuvre
- Route des Chênes
- Chemin du Cimetière
- Route Circulaire
- Carrefour de la Conservation
- Route de la Croix-Rouge
- Route de la Dame-Blanche
- Route des Dames
- Avenue Daumesnil
- Route Dauphine
- Route de la Demi-Lune
- Route Dom-Pérignon
- Route du Donjon
- Avenue de l'École-de-Joinville
- Route de l'Épine
- Route de l'Esplanade
- Chaussée de l'Étang
- Route de l'Étang
- Route de la Faluère
- Route de la Ferme
- Carrefour de la Ferme-de-la-Faisanderie
- Avenue Foch (Vincennes)
- Avenue de Fontenay
- Route du Fort-de-Gravelle
- Route des Fortifications
- Avenue François-Fresneau
- Route de la Gerbe
- Route du Grand-Maréchal
- Route du Grand-Prieur
- Avenue de Gravelle
- Route des Îles
- Porte Jaune
- Allée Jeanne-Villepreux-Power[1]
- Route de ceinture du Lac-Daumesnil
- Route du Lac-de-Saint-Mandé
- Allée des Lapins
- Sentier Laurent-Fignon[2]
- Route Lemoine
- Cours des Maréchaux
- Promenade Maurice-Boitel
- Route de la Ménagerie
- Route des Merisiers
- Avenue des Minimes
- Route du Moulin-Rouge
- Avenue de Nogent
- Route Nouvelle
- Route Odette
- Route du Parc
- Avenue de Paris
- Carrefour de la Patte-d'Oie
- Route des Pelouses
- Route des Pelouses-Marigny
- Avenue de la Pépinière
- Route du Pesage
- Route de la Plaine
- Route du Point-de-Vue
- Avenue du Polygone
- Route de la Pompadour
- Route de la Porte-Jaune
- Route de la Porte-Noire
- Carrefour de la Pyramide
- Route de la Pyramide
- Allée des Quatre-Carrefours
- Route de Reuilly
- Route Ronde-des-Minimes
- Allée Royale
- Route Royale-de-Beauté
- Route du Ruisseau
- Route des Sabotiers
- Route Saint-Hubert
- Esplanade Saint-Louis
- Route Saint-Louis
- Porte de Saint-Mandé
- Avenue de Saint-Maurice
- Route de la Terrasse
- Avenue des Tilleuls
- Route de la Tourelle
- Avenue du Tremblay
- Avenue des Tribunes